# Роковые яйца (фильм, 1977)
«Роковые яйца» (итал. Uova fatali) — итальянский двухсерийный телевизионный фильм, снятый телерадиокомпанией RAI в 1977 году. Сценаристом и режиссёром картины стал Уго Грегоретти. Фильм является первой экранизацией фантастической повести Михаила Булгакова «Роковые яйца». Картина вышла на телеканале Rete 1. Первая серия была показана 27 февраля 1977 года, вторая — 6 марта, а 8 марта вышел документальный фильм, рассказывающий о создании спецэффектов.

## Сюжет

### 1 серия
Профессор Владимир Ипатьевич Персиков обнаруживает, что от искусственного освещения в микроскопе образовался красный луч, приведший к активному росту микроорганизмов. Вернувшись из Зоологического института домой, Персиков принимает решение провести эксперимент над икрой лягушек. Для испытаний помощник профессора Иванов создаёт камеру-излучатель, в которую помещают икринки. Эксперимент выходит из-под контроля, аппарат полностью заполняется лягушками, они постепенно заполняют лабораторию. Чтобы избавиться от лягушек, Персиков с помощниками убивают их с помощью веников. В лаборатории появляется гигантская лягушка, которую профессор с Ивановым с трудом поймали и посадили в прозрачный террариум.
Персиков читает Иванову статью об обнаружении красного луча и возмущается, как пресса узнала об этом. В лаборатории появляется журналист Бронский и пристаёт к профессору с вопросами о его экспериментах. Информация об испытаниях Персикова разносится по всему городу. Дома профессора ожидает полномочный представитель, который при встрече предлагает Владимиру Ипатьевичу приобрести схемы излучателя за 5000 рублей, за что его выгоняют в за шей. Персиков звонит на Лубянку, агенты ГПУ появляются в его кабинете, расспрашивают о приходившем представителе и предполагают, что это был аферист. Под руководством Персикова помощники изготавливают три большие камеры-излучатели. Профессор читает доклад о своих достижениях перед публикой, на которой присутствует директор совхоза Рокк.
В уездном городе Стекловске на дворе Степановны происходит падёж кур. Женщина приглашает священника для проведения службы, но куры продолжают умирать, как только он закончил молебен. К Персикову приходит журналист Бронский и расспрашивает о курах и их болезнях. Удивившись тому, что корреспондент задаёт такие вопросы, профессор получил от Бронского газету «Правду» со статьёй о курином море в республике.

### 2 серия
Серия начинается с того, что на уличном экране показывают сожжение кур, закрытые магазины по продаже кур, запрет на продажу яиц и кур в ресторанах; над сложившейся в стране ситуацией шутят фельетонисты и клоуны. Руководитель совхоза Александр Семёнович Рокк пришёл в лабораторию Персикова с письмом из Кремля и потребовал выдать ему камеры-излучатели, чему профессор после звонка на «верх» вынужден был подчиниться. Помощники Рокка привезли и установили излучатели. Получив яйца, руководитель совхоза удивился, что они пятнистые, и позвонил Персикову, который успокоил его и объяснил, что куриные яйца бывают пятнистыми. Рокк агитирует работников совхоза о пользе излучателей, но они протестуют против камер, считая аппараты дьявольскими машинами, и устраивают стачку. Персиков и Иванов, ожидая яйца змей и ящериц из Америки, готовят ядовитые газы для их умерщвления.
В совхозе начали вылупляться, как думают работники, цыплята, но найти первых птенцов не могут. Утром Рокк отправляется окунуться в пруд и поиграть на флейте. По пути он натыкается на гигантскую змею, испугавшись пытается заклинать её с помощью флейты. Маня, жена Рокка, не замечая змеи подходит к своему мужу. Увидя рептилию, она кричит во всё горло, и змея сжирает её. Рокк моментально седеет и убегает в бешенстве в лес. Попав на станцию, Александр Семёнович рассказывает агентам ГПУ о случившемся. Прибыв в совхоз, двое сотрудников обнаруживают змей и ящериц. Гигантская игуана сжирает обоих агентов.
Персиков обнаруживает, что произошла ошибка и ему прислали куриные яйца вместо змеиных. Иванов сообщает профессору, что в нескольких областях появились гигантские змеи и ящерицы. В Москве паника, жители эвакуируются из города. На защиту столицы отправляются войска и авиация, но это не приносит пользы. В здание Зоологического института врывается разъярённая толпа, громит всё на своём пути, убивает профессора Персикова ударом дубинки и сжигает лабораторию. Пошёл снег, и все рептилии перемёрзли. Иванов пытается восстановить условия, при которых появился красный луч, но у него ничего не получается.

## История создания
В 1968 году Грегоретти снял для телерадиокомпании RAI шестисерийную телеверсию «Посмертных записок Пиквикского клуба» Чарльза Диккенса, которую не приняли зрители. Причиной тому стало вольное толкование литературного произведения, которое, со слов Грегоретти, он «имел право переписать, переделать, заново придумать и даже переврать». По решению генерального директора RAI Этторе Бернабеи режиссёр был вынужден покинуть компанию.
Вернувшись на телевидение в 1974 году, Уго Грегоретти обращается к экранизациям классических произведений, и в 1977 году делает адаптацию повести Михаила Булгакова «Роковые яйца». Режиссёр взялся за воплощение телеверсии книги по ряду причин. Во-первых, повесть была плохо знакома итальянской публики в отличие от «Пиквикского клуба» Диккенса, но при этом Григоретти принял решение полностью «придерживаться литературного произведения, и не только его духа, но и буквы» (режиссёр читал отрывки повести за кадром). Во-вторых, увлечение творчеством Дзиги Вертова «подсказало» ему вставить кадры из документального фильма «Человек с киноаппаратом», что позволило перенести события кинопроизведения в 1929 год, описанный в книге.
Руководство RAI настаивало на съёмках трёхсерийного фильма, но Грегоретти не хотел искусственно растягивать хронометраж. Поэтому вместо третьей серии был снят документальный фильм «Секреты „Роковых яиц“» (итал. I segreti delle Uova fatali), рассказывающий о спецэффектах, использованных в картине.
«Роковые яйца» снимали в павильонах Студии 1 производственного центра телерадиокомпании RAI в Турине. Во время съёмок активно использовалась инновационная для 1970-х годов технология хромакей, что позволило внедрить большое количество спецэффектов. Для картины были изготовлены электро-механические модели гигантских жабы, змеи и ящерицы, покрытые пластиком и окрашенные соответствующими цветами. Длина змеи составила 21 метр, ящерицы — 14 метров, масса — 3 и 2 тонны соответственно. Модели оказались дорогостоящими, так как изначально предполагалась стоимость производства в 30 млн лир, но впоследствии она выросла до 40 млн.

## В ролях
- Гастоне Москин — профессор Владимир Ипатьевич Персиков
- Марио Бруса — Иванов
- Санто Версаче — Панкрат
- Ильзе Манфрино — Мария Степановна
- Алессандро Хабер — Альфред Аркадьевич Бронский
- Луиджи Пальчетти — Степанов
- Боб Марчезе — полномочный представитель
- Бруно Алессандро — Александр Семёнович Рокк
- Вилма Д'Эусебио — Маня, жена Рокка
- Уго Грегоретти — закадровый текст

## Съёмочная группа
- Уго Грегоретти — сценарист и режиссёр
- Эудженио Гульельминетти — сценография и костюмы
- Людовико Негри Делла Торре — освещение
- Фьоренцо Карпи — композитор
- Джорджио Феррари — спецэффекты
- Франко Пиньочино — главный оператор